# Schömer Ferenc (1859–1925)
Idősebb Schömer Ferenc (Bábolna, 1859. február 1. – Budapest, 1925. április 10.) magyar építész, ifjabb Schömer Ferenc (1885–1965) és Schőmer Ervin (1908–1982) építészmérnökök édesapja.

## Élete
Schömer Márton építőmester és Peltzmann Johanna második fiaként született. A Bécsi Egyetemen tanult, ahol Friedrich von Schmid tanítványaként ismerték. Már ekkor részt vett kisebb kivitelezési munkálatokban. 1887 táján költözhetett Budapestre. Részt vett az Erzsébetvárosi templom és az Országház építési munkálataiban. 1902-ben önálló építészeti irodát nyitott, és mintegy két évtizeden át számos épületet tervezett. Halálát szívszélhűdés okozta.

## Családja
Első felesége Skarpil Mária Anna (1853–?) volt, akitől három gyermeke született, köztük ifjabb Schömer Ferenc (1885–1965) is, aki neves építész volt a maga korában. 1901. július 23-án Budapesten nőül vette Wilcke Ilona Rozáliát (1873–1945). Tőle született Schőmer Ervin (1908–1982), későbbi építészmérnök.

## Ismert épületei
- 1896: Vármegyei Kaszinó, Szolnok, Kossuth út 4. (Sztehlo Ottóval közösen)[6]
- 1898–1899: Kisboldogasszony-templom (Máriaremetei templom), 1029 Budapest, Templomkert utca 1.[7][8]
- 1907: Zsámboki Gyula családi háza, Budapest, Csopaki utca 7.[9]
- 1908: Budapesti Erőmű Zrt. Révész Fűtőmű, Budapest, Révész u. 18.[10]
- 1909: Érseki Katolikus Gimnázium és Konviktus (Rákócziánum, ma: II. Rákóczi Ferenc Gimnázium), 1024 Budapest, Keleti Károly u. 37.[11]

### Meg nem valósult pályázatai
- 1898: Lipótvárosi zsinagóga (Foerk Ernővel közösen)[12] – I. díj[13]

## Képtár

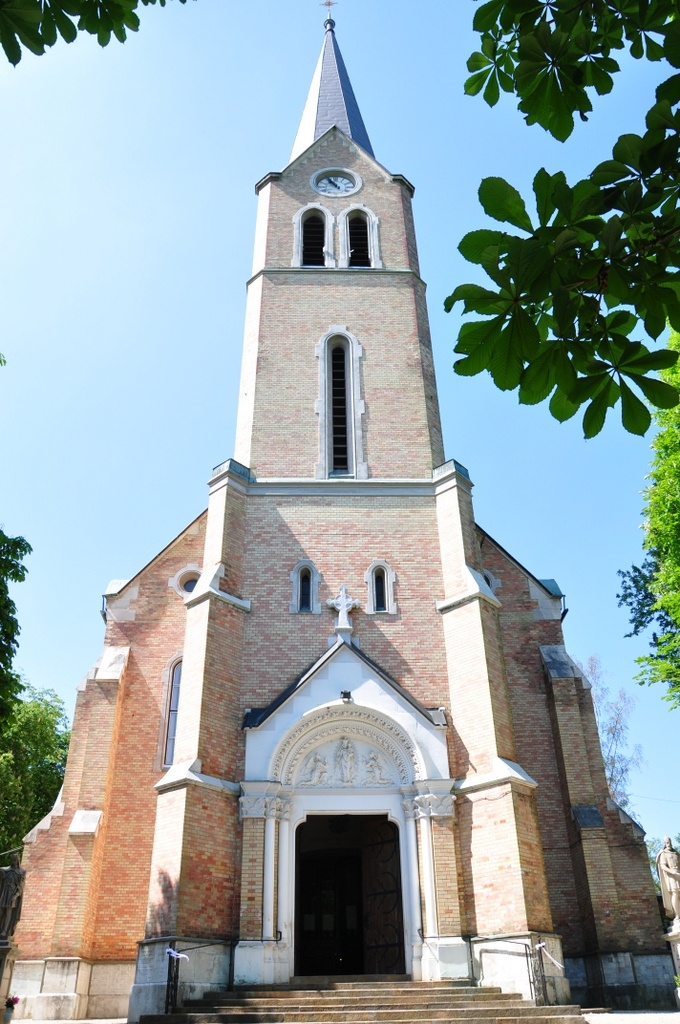
Máriaremetei templom
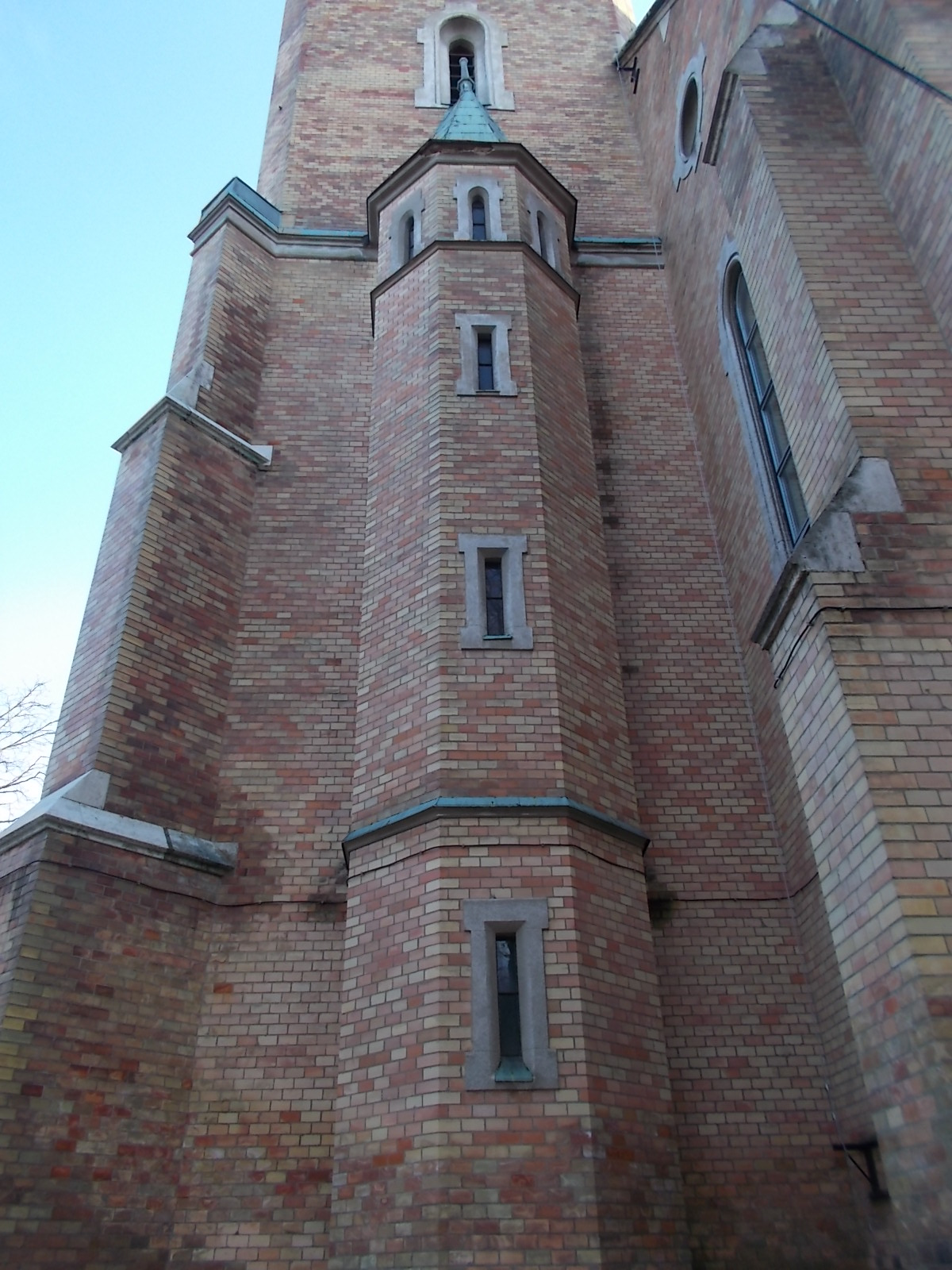
Máriaremetei templom (részlet)
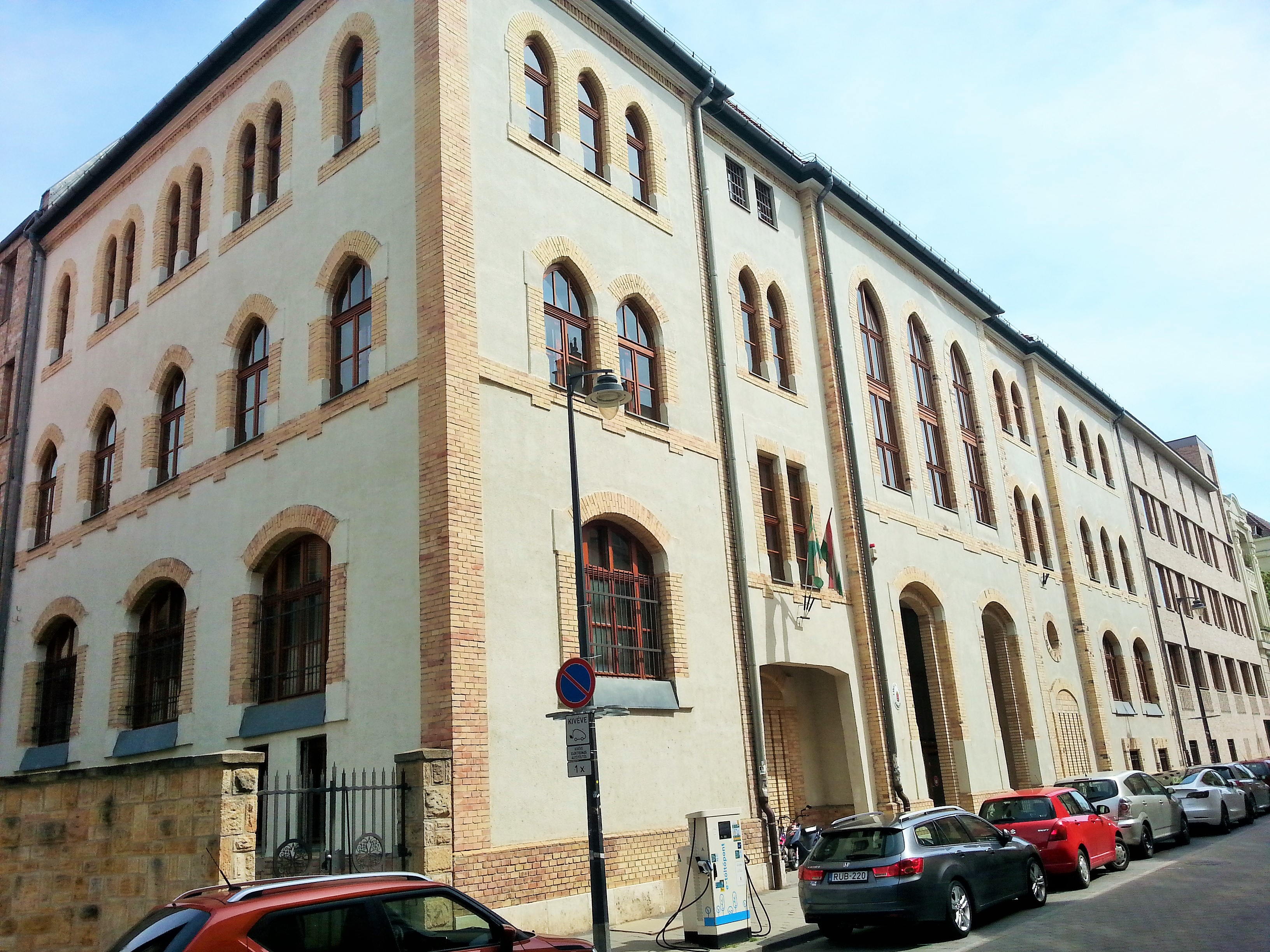
II. Rákóczi Ferenc Gimnázium
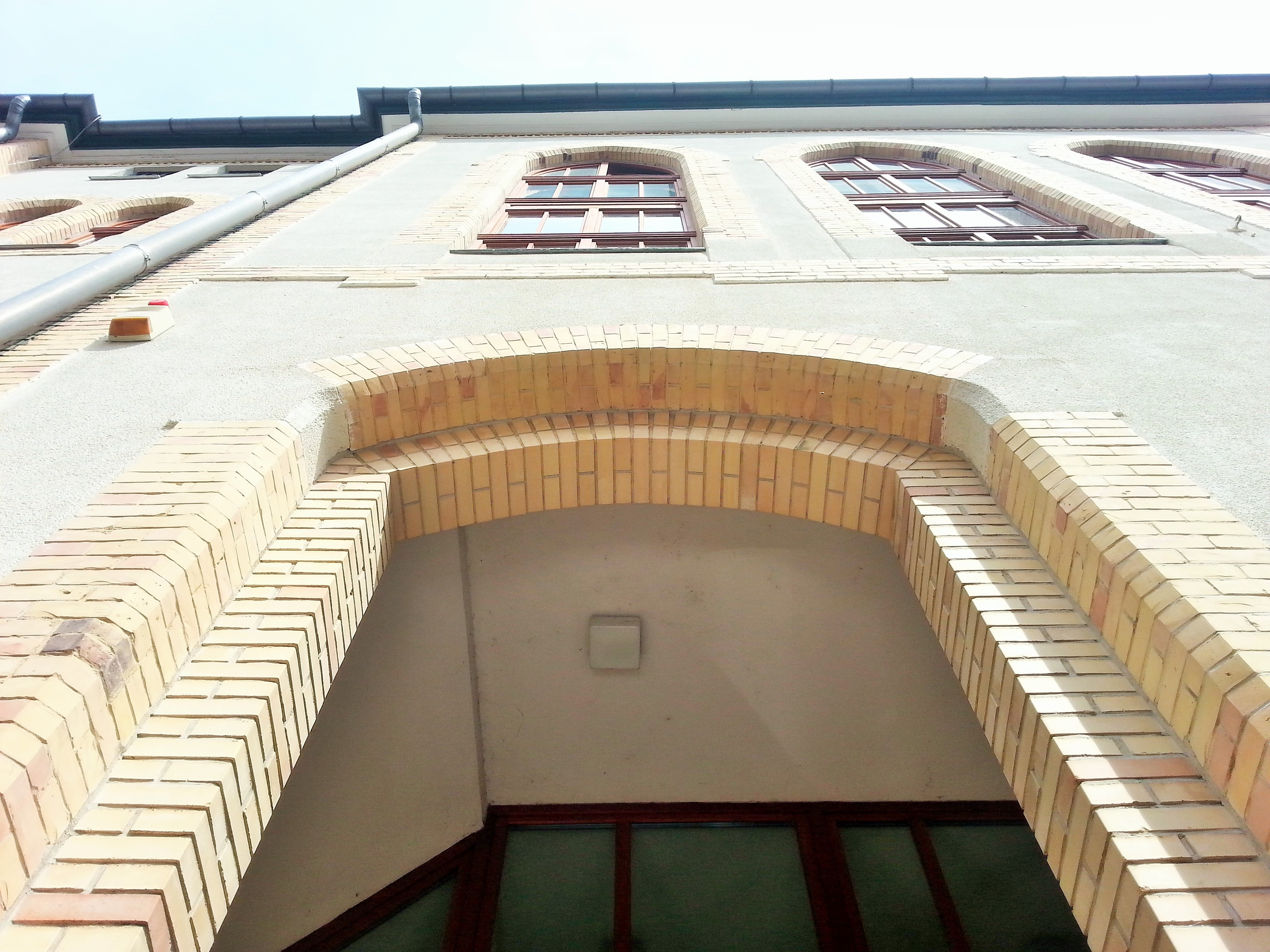
II. Rákóczi Ferenc Gimnázium (részlet)
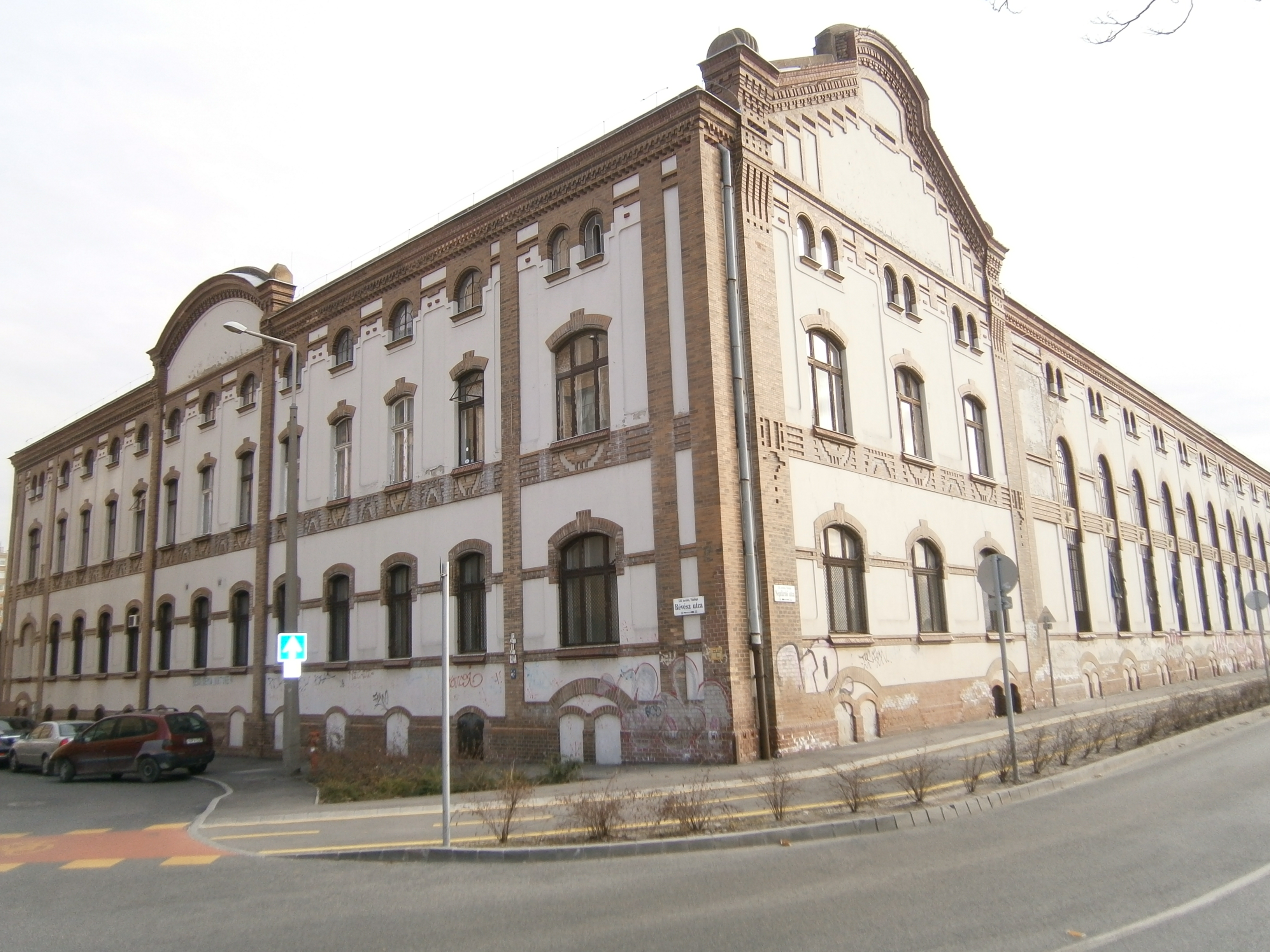
Révész fűtőmű

## Egyéb irodalom
- (szerk.) Rozsnyai József: Építőművészek a historizmustól a modernizmusig, Terc Kereskedelmi és Szolgáltató Kft. Szakkönyvkiadó Üzletága, Budapest, 2018, ISBN 978-615-5445-52-1